# Mladen Šekularac
Mladen Šekularac (in montenegrino Младен Шекуларац; Antivari, 29 gennaio 1981) è un ex cestista e allenatore di pallacanestro montenegrino che giocava come ala piccola.

## Carriera
È stato selezionato dai Dallas Mavericks al secondo giro del Draft NBA 2002 (55ª scelta assoluta).
Con la Jugoslavia universitaria ha disputato le Universiadi di Palma di Maiorca 1999.

## Palmarès

### Giocatore
- Coppa del Belgio: 1

Anversa Giants: 2007